# Гільтерфінген
Гільтерфінген (нім. Hilterfingen) — громада  в Швейцарії в кантоні Берн, адміністративний округ Тун.

## Географія
Громада розташована на відстані близько 29 км на південний схід від Берна.
Гільтерфінген має площу 2,8 км², з яких на 41,1% дозволяється будівництво (житлове та будівництво доріг), 8,6% використовуються в сільськогосподарських цілях, 49,3% зайнято лісами, 1,1% не є продуктивними (річки, льодовики або гори).

## Демографія
2019 року в громаді мешкало 4057 осіб (+2% порівняно з 2010 роком), іноземців було 8,6%. Густота населення становила 1444 осіб/км².
За віковим діапазоном населення розподілялося таким чином: 17% — особи молодші 20 років, 54,2% — особи у віці 20—64 років, 28,8% — особи у віці 65 років та старші. Було 1949 помешкань (у середньому 2 особи в помешканні).